# Indosasa triangulata
Indosasa triangulata är en gräsart som beskrevs av Chi Ju Hsueh och Tong Pei Yi. Indosasa triangulata ingår i släktet Indosasa och familjen gräs. Inga underarter finns listade i Catalogue of Life.